# Petalidium
Petalidium là chi thực vật có hoa trong họ Acanthaceae.